# Merimasku kyrka
Merimasku kyrka (finska: Merimaskun kirkko) är en korsformad luthersk träkyrka från år 1726, belägen på ön Otava i den tidigare finländska kommunen Merimasku, som numera är en del av Nådendals stad. Kyrkans rödmålade ytterväggar är byggda av timmer, och taket är täckt med spån. Kyrkan används av Merimasku församling och ägs av Nådendals kyrkliga samfällighet.
Museiverket har klassificerat Merimasku kyrkområde som en av Finlands värdefulla byggda kulturmiljöer av riksintresse.

## Historia och arkitektur
Som namnet antyder tillhörde Merimasku ursprungligen Masku församling. På grund av den långa resvägen och de svåra kommunikationsförhållandena anslöts Merimasku till Nådendal år 1577 genom en förordning utfärdad av kung Johan III. Eftersom även vatten- och landförbindelserna till Nådendal var besvärliga fick Merimasku sin efterlängtade egen kyrka och präst år 1648..
Merimaskus första kyrka var en enkel träbyggnad. Den restes på 1600-talet av en befolkning som var utarmad och utmattad efter trettioåriga kriget. Denna kyrka blev dock inte långvarig.
Efter Stora ofredens slut inleddes en återuppbyggnadsperiod, under vilken en större kyrka – den nuvarande kyrkan – uppfördes i Merimasku. Kyrkan stod färdig år 1726. Kyrkobyggmästaren anges vara Carl Jacobsson från Killainen i Merimasku. En minnesplatta över Jacobsson finns i genomgången på Merimasku kyrkogård.
Omfattande renoverings- och förbättringsarbeten genomfördes i kyrkan åren 1831–1833 och 1953–1954. År 1850 målades väggarna med en ådringsteknik för att efterlikna marmor, och denna marmorerade målning förnyades år 1954. Ursprungligen hade kyrkan ett spåntak, vilket ersattes med ett sticktak år 1855. År 1915 byttes det ut mot ett falsat plåttak, och 1956 lades spån på taket igen.

### Kyrkogården

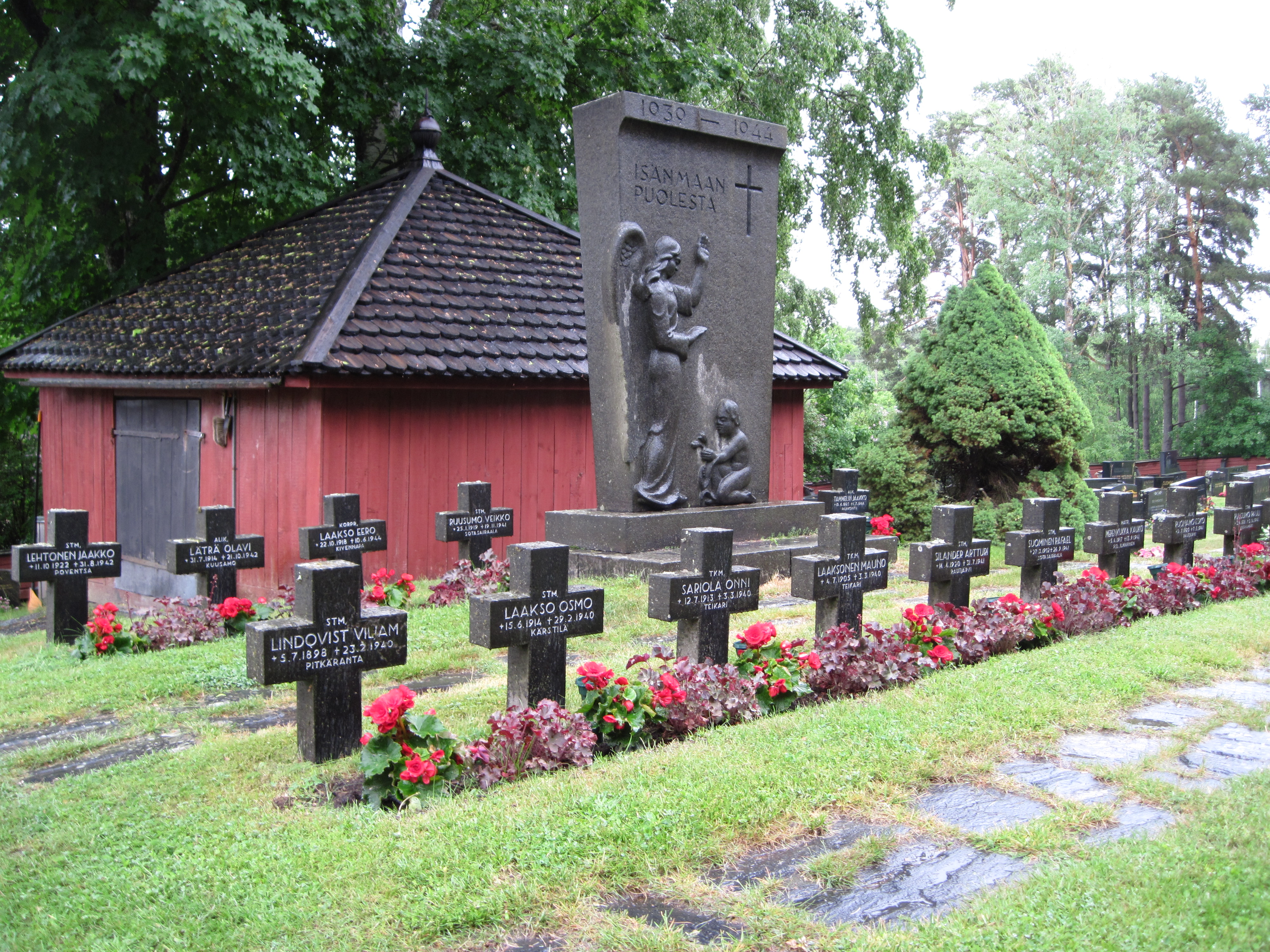
Hjältegravarna

Kyrkogården runt kyrkan omges av ett timmerstaket. I det nordvästra hörnet finns en klockstapel från år 1769, i det sydvästra hörnet ett timrat portlider och i det sydöstra hörnet ett timrat gravkapell från mitten av 1700-talet. På hjältegravsområdet från andra världskriget finns ett minnesmärke skapat av Vilho Aalto. Den nya kyrkogården anlades väster om den gamla och togs i bruk efter att mark- och grönarbetena slutförts hösten 1994.
Enligt källor och traditioner är det troligt att medlemmar av släkterna Oxenstierna och Cruus, som administrerade Lemsjöholm gård, begravdes i Merimasku kapellkyrka på 1600-talet. Andra kända personer som begravdes under samma period är Maria Brehms från Akkola och Brita Jakobsdotter, hustru till Nyckelbergs fogde. Minnestavlor över deras gravplatser finns på kyrkväggen.
Under 1600- och 1700-talen begravdes adliga och högreståndspersoner under själva kyrkobyggnaden, medan andra fick sin sista vila på kyrkogården utanför. Merimasku församlings dödbok börjar år 1682. Enligt historiska dokument skedde den första utvidgningen av kyrkogården år 1690, troligen på grund av platsbrist. Bara några år senare inträffade de stora nödåren, och år 1697 begravdes 33 personer på kyrkogården och 15 i kyrkan, samtidigt som en massgrav grävdes för svältflyktingar. Begravningarna inne i kyrkan minskade gradvis under 1700-talet, och den sista personen som begravdes i Merimasku kyrka var ett barn år 1802.

### Klockstapeln

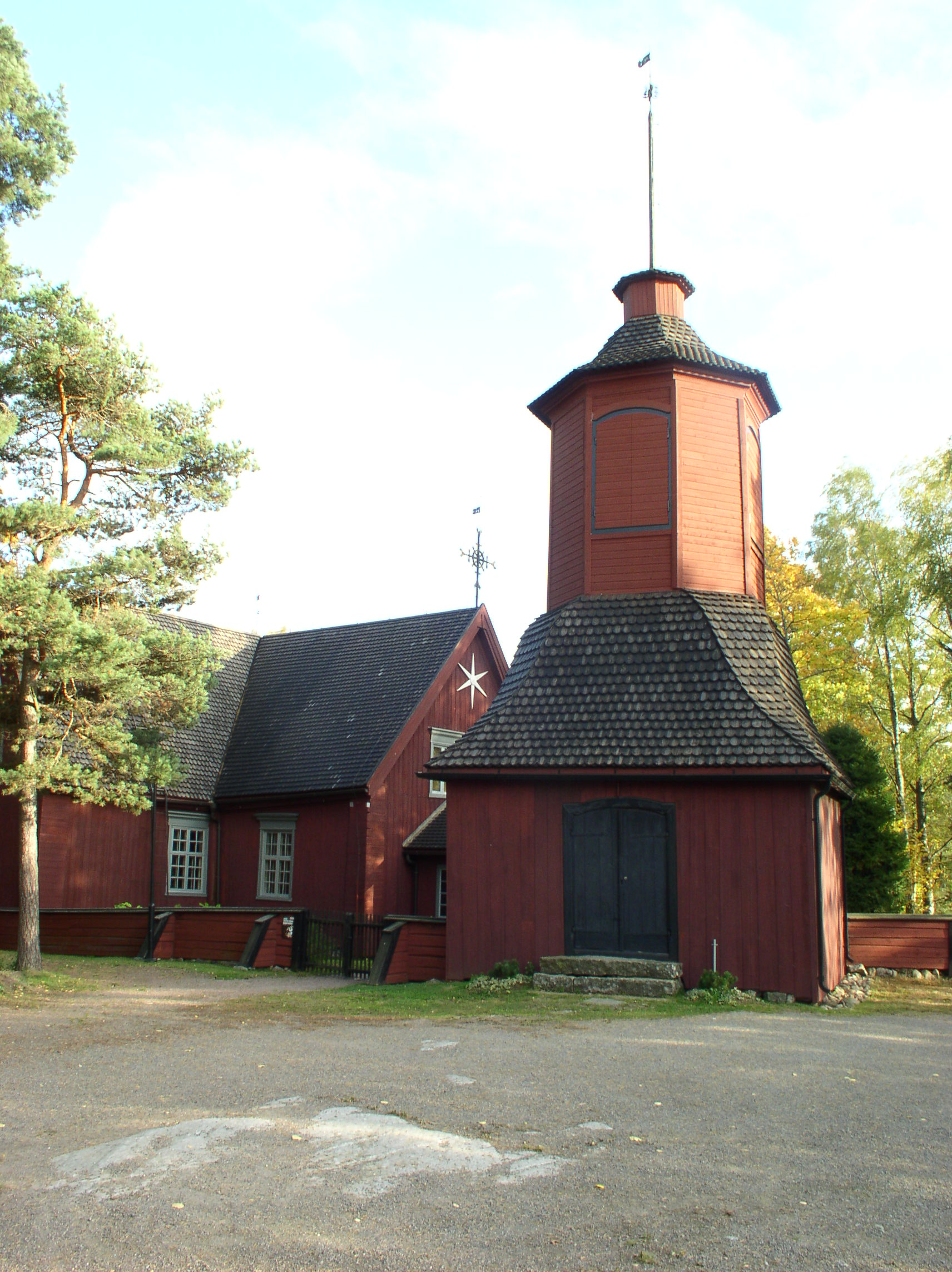
Klockstapeln

Klockstapeln fungerade ursprungligen som kyrkogårdens ingång. Den är byggd av trä år 1769, och årtalet finns även ingraverat på insidan av den södra dörrkarmen.
Stapeln rymmer två klockor. Den större klockan, gjuten av klockgjutaren Ambrosius Ternandt i Åbo år 1696, bär inskriptionen ”Gloria in excelsis Deo” (Ära vare Gud i höjden) samt ”Kommer och låter os gå uppå Herrans berg till Iacobs gudz huus” (Kom, låt oss gå upp på Herrens berg, låt oss gå till Jakobs Guds hus! Jes. 2:3). Den mindre klockan göts år 1734 under överinseende ("laborem praestitit") av Eerik Näsman i Stockholm och har en diameter på 61 cm.

## Inventarier

### Orgeln
Den nuvarande mekaniska orgeln, med 13 stämmor, byggdes av orgelbyggaren Veikko Virtanen och färdigställdes i oktober 1997 (op. 142). Detta är kyrkans tredje orgel. Dispositionen utformades av musikmagister Marko Hakanpää. Orgelns fasad och klang är inspirerade av den finländska orgelbyggnadstraditionen från slutet av 1800-talet.
Den första orgeln hade sju stämmor och byggdes av K. G. Wikström år 1896. Den andra orgeln, en pneumatisk orgel med åtta stämmor, byggdes av Kangasala orgelfabrik år 1955 (op. 585/1955).

### Predikstolen
Ovanför foten på predikstolen, vid den tredje spegelpanelen räknat från vänster, finns en inskription på svenska som i översättning lyder:
"Till Guds ära och till nytta och prydnad för hans hus har den högst aktade assessorn Carl Simonsson på egen bekostnad låtit bygga denna predikstol år 1658, och med målningar och utsmyckningar har den högst aktade assessorn och lagläsaren i Björneborgs län, Henrik Carlsson, på egen bekostnad låtit färdigställa den år 1668." 
Predikstolens fyra figurer föreställer, från vänster räknat, aposteln Petrus, Frälsaren (Salvator), aposteln Johannes och aposteln Matteus. Ovanför dörren till predikstolens trappa finns inskriptionen "Sum ostium ovium", vilket betyder "Jag är fårens dörr" (Joh. 10:7). På ytterkanten av predikstolens himmel finns också en latinsk inskrift, som i översättning lyder:
"Ty liksom regnet och snön som faller från himlen inte återvänder dit … så skall det vara med mitt ord som går ut från min mun: det skall inte vända tillbaka till mig fåfängt" (Jes. 55:10–11).

### Tavlan
På den nordliga väggen av den östra flygeln finns en bildframställning av Kristi lidande – en gång en vanlig motivtyp men numera en sällsynthet. Tavlans rubrik lyder "Tänck på Jesum Christum" ("Kom ihåg Jesus Kristus", 2 Tim. 2:8). På tavlans nederkant finns en otydlig text på finska, skriven med versaler och i svart färg:
"Herran aeni leikka nincuin tulen liecki PS 29 V.7 Simon Sigfridsson Anno 1737" (Herrens röst brusar som eldens flammande låga).
Runt bilden finns svenskspråkiga texter som återger de anklagande ropen från rådsherremännen samt Judas krav på priset, likt en människohandlare. Mitt i denna anklagelseflod förekommer även några uttalanden som försvarar den anklagade.
Ett särskilt drag i bilden är piskbågen och de tortyrredskap som samlats kring den. Bland föremålen syns bland annat Judas giriga hand och de 30 silvermynten, en soldatlykta, Petrus svärd, Malkus öra (Joh. 18:10), tre tärningar, ett hånfullt spö, en törnekrona, en tupp, en piska, stegar, en hammare, spikar, tänger och en svamp fäst på en isop. Dessutom avbildas en vinkruka, ett timglas, Maria, Johannes, ett spjut, solen som förmörkades och månen som blev blodröd.
Skelettet vid korsets fot symboliserar Adam, och den döda draken visar på segern över mörkrets makter.

### Klockan
Det stora golvuret tillverkades omkring 1820–1830 av Henrik Lindqvist, skräddare och ägare av torpet Andoniemi, som tidigare låg på Alistalo gårds mark.

### Lampetterna
De trälampetterna på båda sidor om altaret, formade som armar, har troligen skurits av bildhuggaren Reimann från Åbo år 1673.

### Altaret
Merimasku kyrkas altarräcke var ursprungligen fyrkantigt men ändrades i början av 1900-talet till en halvcirkel. Samtidigt byttes det svarta ytskiktet ut mot rött.

### Svärd
På den södra väggen av kyrkans östra flygel hänger svärd som troligtvis härstammar från början av 1700-talet och tillhörde officerare i kung Karl XII:s armé. Ursprungligen fanns fyra svärd, men i augusti 1994 stals ett av dem.

### Ljuskronorna
Närmast sakristians dörr hänger en ljuskrona i barockstil som väger 5,1 kg. Den skänktes som gåva av Simeon Heikki Riitonpää år 1756. I korsgången hänger en annan ljuskrona i barockstil, betydligt större med en vikt på 42,5 kg, skänkt år 1797 av Karl Antsson från Liianmaa. Denna krona, som en gång avlägsnades från kyrkan, återlämnades den 20 december 1804 efter ett beslut av lagmannadomstolen.
Från taket i sydflygeln hänger en tredje ljuskrona i barockstil, som antingen gavs eller anskaffades till kyrkan år 1663. I den östra flygeln, närmast altaret, finns en kristallkrona i barockstil som skänktes av Abiel Sjöblom år 1844. I den västra flygeln, nära orgelläktaren, hänger en annan kristallkrona som troligen härstammar från den svenska tiden. Detta antyds av de svarta, patinerade huvuden av Göta-lejonen som pryder den förgyllda mässingkroken.